# Reichenstein (Puderbach)
Reichenstein ist ein Ortsteil der Ortsgemeinde Puderbach im Landkreis Neuwied in Rheinland-Pfalz. Bis 1969 war Reichenstein eine eigenständige Gemeinde.

## Geographische Lage
Der Ort Reichenstein liegt links des Holzbachs, einem linken Nebenfluss der Wied im Westerwald. Gegenüber liegt die Ruine der um 1320 gebauten Burg Reichenstein.

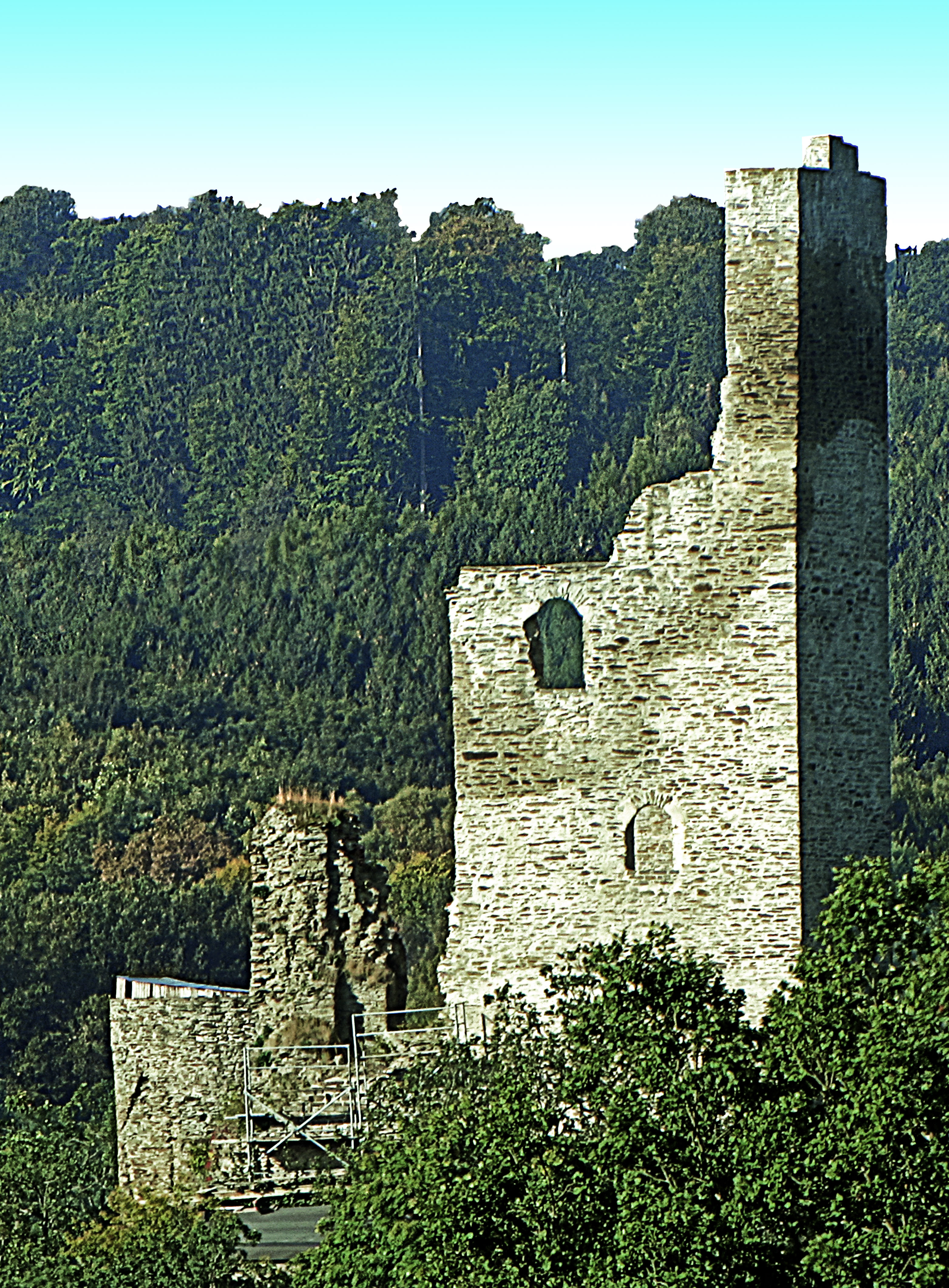
Burg Reichenstein

## Geschichte
Der Ort Reichenstein gehörte zur Grafschaft Wied und nicht zur Herrschaft Reichenstein, weil das Territorium der Herrschaft nur "2 ½ Fuß vor der Ringmauer" umfasste. Unabhängig davon hatten die Herren von Reichenstein im Ort Reichenstein Grundherrliche Rechte.
Bei Reichenstein befand sich die Grube Reichensteinerberg, in der Spateisenstein abgebaut wurde.
Zum 7. Juni 1969 wurde Reichenstein zusammen mit drei anderen Gemeinden in die Ortsgemeinde Puderbach eingemeindet.

## Verkehr
Reichenstein liegt an der Bahnstrecke Engers-Au, (Au (Sieg)-Altenkirchen-Flammersfeld-Puderbach-Selters-Siershahn-Ransbach/Baumbach-Grenzau-Engers), welche zwischen Siershahn und Altenkirchen Holzbachtalbahn genannt wird, seit 1984 findet jedoch kein SPNV statt.